# Sančo VII. Navarski
Sančo VII. Sánchez (17. travnja 1154. – 7. travnja 1234.), zvan Jaki (El Fuerte na španjolskom, Antso Azkarra na baskijskom) ili Umni, bio je kralj Navare od 1194. do svoje smrti. Pred kraj života je, zbog umirovljenja, dobio alternativni nadimak El Encerrado ("umirovljeni").

## Životopis
Sančo je vjerojatno bio najstarije dijete kralja Sanča VI. i kraljice Sanče. Rođen je ubrzo nakon njihova vjenčanja, vjerojatno u Tudeli, njihovom uobičajenom mjestu stanovanja. Bio je stariji brat Berengarije, supruge Rikarda Lavljeg Srca, kralja Engleske za kojeg se udala 1191. na Cipru na putu u Svetu zemlju tijekom Trećeg križarskog rata. Sancho i Rikard navodno su bili dobri prijatelji i bliski saveznici, čak i prije nego što ih je brak okupio. Francuzi su iskoristili Rikardovo zatočeništvo u Njemačkoj i zarobili neke ključne utvrde anžujskih dominiona uključujući Loches. Kad se Richard vratio svojim kontinentalnim zemljama godine 1194., Sančovi vitezovi su za njega opsjedali dvorac. Čim je Rikard stigao, Sančo se bio prisiljen vratiti u Navaru na vijest o smrti svoga oca. Bio je okrunjen u Pamploni 15. kolovoza.
Kasno je stigao u bitku kod Alarcosa 1195. i time urušio dobre odnose s kastiljskim suverenom Alfonsom VIII. Taj sukob je rezultirao da je Sančo razorio Soriju i Almazán, i Alfons je prihvatio mir u Tarazoni.
Sancho je poduzeo ekspedicije protiv Murcije i Andaluzije, i, između 1198. i 1200., ratovao je u Africi, vjerojatno u službi Almohada, čija pomoć je trebao protiv Kastilije. Iskoristivši njegovu odsutnost, Alfons VIII. i Petar II. Aragonski napali su Navaru, koja je izgubila Alavu, Gipuskou i Biskaju koje su prešle pod vlast Kastilije. Ova osvajanja su naknadno potvrđena Ugovorom u Guadalajari 1207.
Njegovo vodstvo bilo je odlučujuće u bitci kod Las Navas de Tolosa 1212. U tom pohodu, kršćanske snage Sanča, Alfonsa, Afonsa II. Portugalskog i Petra II. Aragonskog udružile su se poraziti sile kalifa Muhameda an-Nasira. Sančove su trupe presjekle lance čuvara šatora, a slavenski stražari prsten oko Miramamolína, vrhovnog zapovjednika Al-andaluzijskih snaga. Zbog toga, vjeruje se da su lanci postali simbol Navare.
Njegovi odnosi sa zemljama sjeverno od Pirineja bili su bitno bolji od onih s Kastilijom. Nekoliko pirenejskih grofovija se proglasilo njegovim vazalima, a on je zaključio ugovore s Ivanom bez Zemlje, i raznim aragonskim kraljevima svoga vremena, kao sa spomenutim Petrom II. i Jakovom I. S potonjim je potpisao sporazum u Tudeli 1231., koji nikada nije bio gotov.
Sancho je nastavio gradnju nove katedrale u Pamploni, koju je započeo njegov otac. Izgradnja određenog gotičkog mosta preko Ebra se također pripisuje njemu.
Kao rezultat dulje i teške bolesti, počevši s proširenim čirom na desnoj nozi i sramom zbog posljedične pretilosti, Sančo je otišao u mirovinu u Tudelu u jednom trenutku, dok je njegova najmlađa sestra Blanka došla iz Champagne i preuzela upravu Kraljevstva sve dok nije umro 1229. Njegova najstarija sestra Berengaria, engleska kraljica, umrla je 1232., ostavljajući Sanča samog među djecom Sanča VI. Kad je umro u svom dvorcu u Tudeli, vjerojatno zbog komplikacija vezanih za proširenje čira na nozi, Blankin sin Teobald je priznat kao sljedeći vladar Navare 7. travnja. Prema Albericu de Trois-Fontainesu, Sančo je ostavio knjižnicu s 1,7 milijuna knjiga. Kulturni kontakti s muslimanskim kraljevima koje je posjetio i s kojima se borio, njegovo prijateljstvo sa zetom Rikardom i dvorom Troyes sestre mu Blanke, zacijelo su ostavili velik utjecaj na kraljev osobni intelekt. Kraljevstvo koje je ostavio s bogatom riznicom i poboljšanom komunikacijom bilo je jedno od najnaprednijih po pitanju ljudskih prava u njegovo vrijeme, a židovska zajednica je uživala najbolji ugled u kršćanskoj Europi, što je bio rezultat stoljetnog rada dinastije Jimenez. Prvo je pokopan u crkvi Sv. Nikole, ali je kasnije preseljen u Roncesvalles nakon mnogo otpora lokalnog klera. Njegovi posmrtni ostatci su otada bili ekshumirani za studij i pregled liječnika Luisa del Campoa, također kraljevog biografa, koji je izmjerio njegovu visinu 2,23 metra što je vjerojatno razlog za pseudonim "snažni".

## Brakovi
Sančo je bio oženjen bar dva puta. Identitet druge žene je sporan. Njegova prva supruga bila je Konstancija Tuluška, kojom se oženio 1195. Kasnije ju je odbacio i bio je razveden. Njegova druga supruga bila je, prema nekim izvorima, Clemence, kći Fridrika I. Barbarossa. Kronike Karla iz Viane spominju sina koji je umro prije oca u dobi od petnaest godina u prometnoj nesreći, a on je imao još nekoliko poznate nezakonite djece: Ferdinanda, Vilima i Roderika, svi nepoznatog majčinstva.

## Zanimljivosti
Povjesničar i forenzični antropolog, Luis del Campo, koji je proučavao njegove posmrtne ostatke, tvrdi da je bio visok 2,23 metra.